# Ropucha Blombergova
Ropucha Bloembergova (Rhaebo blombergi) je druh jihoamerické žáby z čeledi ropuchovitých (Bufonidae). Jedná se o jednu z největších žijících žab na světě. Byla pojmenována po švédském cestovateli Rolfu Blombergovi, který o ní v roce 1950 slyšel od jihoamerických domorodců, objevil ji a přivezl první exempláře. Jejím sesterským taxonem je menší ropucha Rhaebo haematiticus, vyskytující se ve Střední a Jižní Americe.

## Popis
Samci ropuchy Blombergovy dorůstají délky asi 15–17 cm, samice jsou výrazně větší a dorůstají délky 17–25 cm. Pulci v zajetí mají průměrnou délku 27 mm. Hřbet dospělých jedinců je hladký, hlava velmi široká a plochá, bez výrazných lebečních hřebenů, kromě malého temenního hřebene. Nohy jsou relativně krátké. Konce prstů nejsou výrazně rozšířené, jako je tomu u stromových žab. Oči jsou velké s tmavě hnědými duhovkami. Boky a nohy bývají pokryty bradavičkami. Z boku na zadní straně hlavy má výrazné parotidní žlázy.
Zbarvení těla v je v dospělosti hnědé, boky hlavy a těla a zadní končetiny bývají tmavší, někdy až černé. Spodní část těla je světle zbarvená. Od koutků úst k bokům vedou řady bílých skvrn.

## Rozšíření a výskyt
Vyskytuje se v tropických deštných lesích v západní Kolumbii (departementy Chocó, Valle del Cauca, Cauca a Nariño) a v severozápadním Ekvádoru (provincie Carchi, Esmeraldas a Imbabura). V roce 1963 byla pozorována na Floridě, ale zřejmě se jednalo o jedince uniklého z chovu.
Ropucha Blombergova se vyskytuje v nadmořské výšce 200 až 650 m n. m. v pralesích, nebo v přirozených lesích s malým zásahem člověka. Nedospělé žáby byly pozorovány na březích řek a potoků, zatímco dospělí jedinci obývají lesy často daleko od vodních toků. Aktivní je převážně v noci, ale v hustých lesích, nejčastěji v období dešťů, může lovit i ve dne.

## Způsob života
Ropuchy v zajetí se dožívají obvykle asi 10 let, ale jeden exemplář v Národním zoologickém parku ve Washingtonu se dožil 28 let a 8 měsíců.
V období rozmnožování lákají samci samice svým voláním, které je u tohoto druhu rozmanitější, než u všech ropuch rodu Bufo. Toto volání bylo rozděleno do tří různých typů. Ropuchy se slézají u mělkých vodních nádrží, do kterých samice kladou vajíčka. Těch může být 15 000–80 000 (průměrný počet je 34 500), mají velikost 1–2 mm a jsou umístěna v dlouhých rosolovitých provazcích, které mohou vytvářet mnohastěnné struktury. Pulci se líhnou za 5–8 dní při teplotě přibližně 27 °C, celkový vývoj od vajíčka po malou žábu trvá 33–87 dní.
Její potravu tvoří pavouci, larvy, hmyz, ale i drobní obratlovci jako ještěrky, hadi a malí hlodavci. Údajně je schopna ulovit a spolknout až 30 centimetrů dlouhého hada. Jed ropuchy Blombergovy, stejně jako jed mnoha jiných ropuch, obsahuje steroidní alkaloidy bufotoxiny.

## Ohrožení a ochrana
V Červeném seznamu IUCN je ropucha Blombergova uvedena jako téměř ohrožený druh. Největší riziko pro ni představuje odlesňování pro rozvoj zemědělství, těžba dřeva, šíření nepůvodních druhů, znečištění a nelegální obchod se zvířaty.
Ropucha Blombergova byla úspěšně odchována v různých zoologických zahradách po celém světě. V Česku měla tyto ropuchy Zoo Plzeň.